# Budapest Black Knights 2005
Questa voce raccoglie le informazioni riguardanti i Budapest Black Knights nelle competizioni ufficiali e amichevoli della stagione 2005.

## Amichevoli
| Budapest 20 novembre 2005 | Budapest Black Knights | 30 – 6 | Zala Predators | Wolves Stadion (200 spett.) |

## Scrimmage
| Budapest 23 ottobre 2005 | North Pest Vipers | 1 – 1 | Budapest Black Knights | Orczy Kert (200 spett.) |

| Budapest 6 novembre 2005 | St. Lawrence Giants | 1 – 5 | Budapest Black Knights | Orczy Kert |

## Statistiche di squadra
| Competizione | %Vittorie | In casa | In casa | In casa | In casa | In casa | In casa | In trasferta | In trasferta | In trasferta | In trasferta | In trasferta | In trasferta | Totale | Totale | Totale | Totale | Totale | Totale |
| Competizione | %Vittorie | G       | V       | N       | P       | Pf      | Ps      | G            | V            | N            | P            | Pf           | Ps           | G      | V      | N      | P      | Pf     | Ps     |
| ------------ | --------- | ------- | ------- | ------- | ------- | ------- | ------- | ------------ | ------------ | ------------ | ------------ | ------------ | ------------ | ------ | ------ | ------ | ------ | ------ | ------ |
| Amichevoli   | 1.000     | 1       | 1       | 0       | 0       | 30      | 6       | 0            | 0            | 0            | 0            | 0            | 0            | 1      | 1      | 0      | 0      | 30     | 6      |
| Scrimmage    | .750      | 0       | 0       | 0       | 0       | 0       | 0       | 2            | 1            | 1            | 0            | 6            | 2            | 2      | 1      | 1      | 0      | 6      | 2      |
| Totale       | .833      | 1       | 1       | 0       | 0       | 30      | 6       | 2            | 1            | 1            | 0            | 6            | 2            | 3      | 2      | 1      | 0      | 36     | 8      |